# Povelič
Povelič (en serbe cyrillique : Повелич) est un village de Bosnie-Herzégovine. Il est situé dans la municipalité de Srbac et dans la république serbe de Bosnie. Selon les premiers résultats du recensement bosnien de 2013, il compte 1 049 habitants.

## Démographie

### Évolution historique de la population dans la localité
| 1948 | 1953  | 1961  | 1971  | 1981  | 1991   | 2013  |
| ---- | ----- | ----- | ----- | ----- | ------ | ----- |
| 993  | 1 001 | 1 017 | 1 081 | 1 234 | 1 219, | 1 049 |

|  |

### Communauté locale
En 1991, la communauté locale de Povelič comptait 2 183 habitants, répartis de la manière suivante :